# سندی دنی
سَندی دِنی (انگلیسی: Sandy Denny؛ ۶ ژانویهٔ ۱۹۴۷ – ۲۱ آوریل ۱۹۷۸) موسیقی‌دان، ترانه‌سرا و خوانندهٔ اهل بریتانیا بود که شهرت اصلی‌اش به‌خاطر خوانندگی در گروه فولک راکِ فیرپورت کانونشن است.
مجلات موسیقایی زیادی ازجمله موجو، آن‌کات و ساندی‌اکسپرس او را برترین خواننده-ترانه‌سرای زن بریتانیایی لقب داده‌اند.